# Marcin Sójka
Marcin Sójka (ur. 14 kwietnia 1986 w Siedlcach) – polski piosenkarz, autor tekstów piosenek i realizator dźwięku, zwycięzca dziewiątej edycji programu The Voice of Poland emitowanego przez TVP2 (2018).

## Kariera muzyczna
Jako nastolatek został doceniony przez Janusza Józefowicza oraz Janusza Stokłosę i zagrał w musicalu Piotruś Pan. Następnie rozpoczął pracę w Centrum Kultury i Sztuki jako realizator dźwięku. Jest też współpracownikiem Siedleckiej Orkiestry Wojskowej.

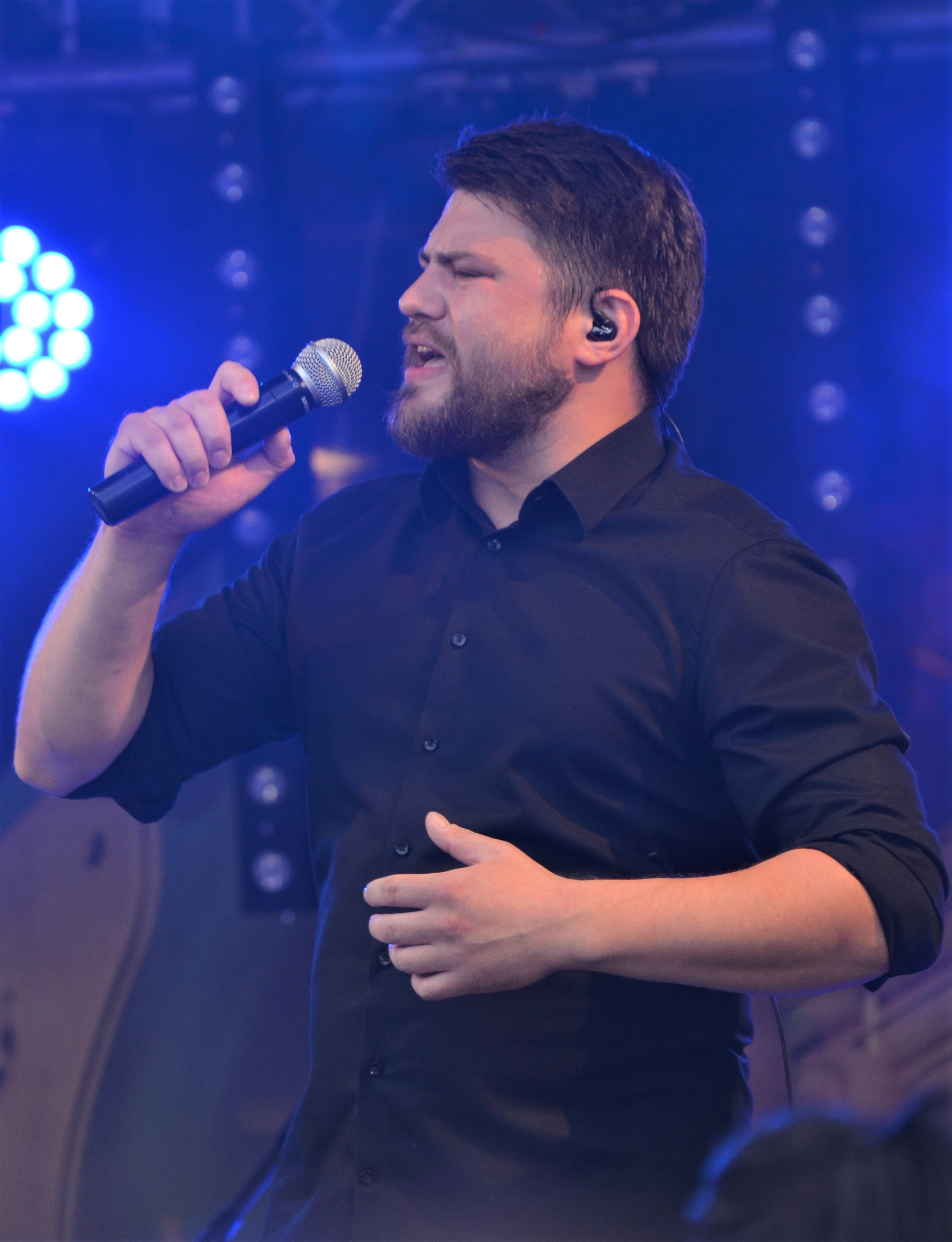
Marcin Sójka na Letniej Scenie Sfery w 2019

W 2018 wziął udział w przesłuchaniach do dziewiątej edycji programu TVP2 The Voice of Poland. W trakcie tzw. „przesłuchań w ciemno” zaśpiewał „Czas nas uczy pogody” z repertuaru Grażyny Łobaszewskiej. Podczas występu odwróciły się wszystkie krzesła trenerów; dołączył do drużyny Patrycji Markowskiej. W odcinku finałowym zaprezentował swój autorski numer „Zaskakuj mnie” i ostatecznie zajął pierwsze miejsce w głosowaniu telewidzów, dzięki czemu otrzymał czek na 50 tys. złotych oraz możliwość podpisania kontraktu płytowego z Universal Music Polska. Po podpisaniu umowy wydał pierwszy singiel, „Zaskakuj mnie”, który zaczął coraz częściej pojawiać się w stacjach radiowych. Piosenka dotarła do pierwszego miejsca w zestawieniu AirPlay – Top najczęściej odtwarzanych utworów w polskich rozgłośniach radiowych. 15 czerwca 2019 roku wystąpił na 56. KFPP w Opolu, podczas koncertu „Premiery” i zdobył nagrodę publiczności im. Karola Musioła. 18 października wydał debiutancki album studyjny pt. Kilka prawd. Wziął udział w nagraniu utworu i teledysku "Jedyna taka noc", gdzie w towarzystwie chóru TGD, Kasi Cerekwickiej, Ani Karwan i Krzysztofa Iwaneczki wykonał partie solowe. 24 stycznia 2020 r. wystąpił podczas koncertu charytatywnego Artyści dla Mai, który odbył się w warszawskim klubie „Stodoła”.
2 września 2020 roku swoją premierę miał teledysk do piosenki w wyk. M. Sójki i Natalii Zastępy „Ślady. Jak zostać gwiazdą”, który promował komedię Jak zostać gwiazdą.

## Dyskografia
Albumy studyjne
| Rok  | Dane dot. albumu                                                                                              | Najwyższa pozycja na liście | Certyfikat         | Sprzedaż       |
| Rok  | Dane dot. albumu                                                                                              | POL                         | Certyfikat         | Sprzedaż       |
| ---- | --- | --------------------------- | ------------------ | -------------- |
| 2019 | Kilka prawd - Wydany: 18 października 2019 - Wytwórnia: Universal Music Polska - Format: CD, digital download | 8                           | - POL: złota płyta | - POL: 15 000+ |

Single
| Rok                                                      | Tytuł                                              | Najwyższe pozycje na listach | Najwyższe pozycje na listach | Najwyższe pozycje na listach | Najwyższe pozycje na listach | Najwyższe pozycje na listach | Certyfikat             | Sprzedaż       | Album              |
| Rok                                                      | Tytuł                                              | POL (airplay)                | POL (nowości)                | RMF                          | SLiP                         | WiR                          | Certyfikat             | Sprzedaż       | Album              |
| -------------------------------------------------------- | -------------------------------------------------- | ---------------------------- | ---------------------------- | ---------------------------- | ---------------------------- | ---------------------------- | ---------------------- | -------------- | ------------------ |
| 2018                                                     | „Zaskakuj mnie”                                    | 1                            | 1                            | 1                            | 14                           | 3                            | - POL: platynowa płyta | - POL: 20 000+ | Kilka prawd        |
| 2019                                                     | „Dalej”                                            | 9                            | 3                            | 1                            | 11                           | 2                            | - POL: złota płyta     | - POL: 10 000+ | Kilka prawd        |
| 2019                                                     | „Lepiej”                                           | 17                           | 2                            | 3                            | 24                           | 1                            |                        |                | Kilka prawd        |
| 2020                                                     | „Wróć”                                             | 16                           | 4                            | 2                            | 45                           | 9                            |                        |                | Kilka prawd        |
| 2020                                                     | „Ślady. Jak zostać gwiazdą” (oraz Natalia Zastępa) | –                            | –                            | –                            | 32                           | –                            |                        |                | Jak zostać gwiazdą |
| 2020                                                     | „Retro w głowie”                                   | –                            | –                            | –                            | 31                           | –                            |                        |                | Retro Album        |
| 2022                                                     | „Jeden raz”                                        | –                            | –                            | –                            | –                            | 2                            |                        |                | Retro Album        |
| „–” oznacza, że singel nie był notowany na danej liście. |                                                    |                              |                              |                              |                              |                              |                        |                |                    |

## Teledyski
| Rok  | Tytuł                                              | Reżyseria         | Źródło |
| ---- | -------------------------------------------------- | ----------------- | ------ |
| 2018 | „Zaskakuj mnie”                                    | Sebastian Wełdycz | [ 17 ] |
| 2019 | „Dalej”                                            | Dawid Ziemba      | [ 18 ] |
| 2019 | „Lepiej”                                           | Dawid Ziemba      | [ 19 ] |
| 2020 | „Wróć”                                             | Konrad Aksinowicz | [ 20 ] |
| 2020 | „Ślady. Jak Zostać Gwiazdą” (oraz Natalia Zastępa) | Romek Adamowski   | [ 5 ]  |
| 2020 | „Kowalscy kontra Kowalscy”                         |                   |        |

## Nagrody i Nominacje
| Rok  | Konkurs                                        | Kategoria        | Rezultat  | Źródło |
| ---- | ---------------------------------------------- | ---------------- | --------- | ------ |
| 2018 | The Voice of Poland                            | 9 edycja         | Wygrana   | [ 21 ] |
| 2019 | LVI Krajowy Festiwal Piosenki Polskiej w Opolu | Premiery         | Wygrana   | [ 22 ] |
| 2019 | Plebiscyt Party.pl                             | Hit wiosny 2019  | Wygrana   | [ 23 ] |
| 2019 | Plebiscyt Party.pl                             | Hit jesieni 2019 | Nominacja | [ 24 ] |